# Рене Фаєрстоун
Рене Фаєрстоун, уроджена Вайнфельд (англ. Renée Firestone; нар. 13 квітня 1924, Ужгород, Підкарпатська Русь, Перша Чехословацька Республіка) — угорська єврейка, яка пережила Голокост, педагог та дизайнерка одягу яка стала відомою своїм дизайнерським одягом у 1960-х роках після еміграції до Сполучених Штатів.

## Раннє життя
Народилася Рене Вайнфельд в Ужгороді, Чехословаччина, 13 квітня 1924 року. Вона жила на території, анексованій Угорщиною в 1938 році. У 1944 році вона була депортована до концтабору Аушвіц разом із сім'єю, коли їй було 19 років. Там вона втратила матір і сестру, потім пережила марш смерті, перш ніж її звільнили в 1945 році. Її батько також вижив, але незабаром помер від туберкульозу.
У Празі вона вийшла заміж за чоловіка, який пережив трудовий табір в Угорщині, а потім концентраційний табір «Маутгаузен». Вони емігрували до Сполучених Штатів у 1948 році та оселилися в Лос-Анджелесі, штат Каліфорнія.

## Кар'єра
Фаєрстоун стала успішним модельєром і просвітником Голокосту. Вона спочатку співпрацювала з модельєром Руді Гернрайхом у 1950-х роках, перш ніж запустити власну лінію одягу в 1960 році. У 2012 році вона була представлена на виставці «Каліфорнійські жінки-дизайнери: 1896—1986» Музею каліфорнійського дизайну. Деякі з її дизайнів одягу знаходяться в постійній колекції Музею мистецтв округу Лос-Анджелес (LACMA).
Починаючи з 1977 року, Фаєрстоун присвятила себе просвіті інших про Голокост, і вона багато публічно виступала. У 2012 році вона свідчила в судовому комітеті Сенату США щодо претензій щодо епохи Голокосту в 21 столітті. У 2018 році вона сказала: «Знайомтеся. Люди не знають один одного. Ви повинні розуміти, що ми всі однакові… Якщо ви когось не знаєте, це просто для вас незнайомець, і це дуже легко позбутися чужинця».

## У ЗМІ
Фаєрстоун — одна із п'яти угорців, які пережили Голокост, чия історія була представлена в документальному фільмі «Останні дні», який отримав премію «Оскар» 1998 року. Його спродюсували Джун Беллор, Кеннет Ліппер, Стівен Спілберг і фонд візуальної історії «Survivors of Shoah». Фільм був ремастеризований і запланований на ширший прокат у 2021 році на Netflix.
Фаєрстоун є однією із головних геройок документального фільму 2016 року «Останній сміх» режисерки Ферне Перлстайн. У фільмі Фаєрстоун чітко висловила свою позицію щодо використання гумору про Голокост як засобу виживання та опору: «Це нормально висміювати нацистів, але не самі вбивства. Для мене висміювати нацистів — це нормально».
Фаєрстоун також є однією з шести жінок, знятих у документальному фільмі режисера Джона Кіна «Після Аушвіца» 2017 року. Фільм розповідає про життя тих жінок, які вижили після звільнення з Аушвіца та імміграції до Америки. Пишучи для The New York Times, рецензент Кен Яворовскі сказав, що фільм показує, як вони зіткнулися з надією та боротьбою та, зрештою, з миром. Він писав: «Біль, який лежить в основі „Після Аушвіца“, є глибоким. Проте надія все ще мерехтить у цьому документальному фільмі… Починаючи зі звільнення союзниками концтаборів, у фільмі простежується досвід жінок, використовуючи інтерв'ю та кадри новин, деякі з них жахливо жорстокі… Цей цінний фільм висвітлює пізніші успіхи жінок». Френк Шек написав для The Hollywood Reporter: «Після Аушвіца» є надихаючим свідченням незламності людського духу".
У 2021 році Фаєрстоун була представлена як інтерактивне голографічне зображення в Музеї Голокосту в Лос-Анджелесі, до 60-річчя музею. Відвідувачі голографічної виставки «Dimensions in Testimony», створеної «USC Shoah Foundation», мали змогу задавати запитання, на які зображення Фаєрстоун відповідало в режимі реального часу.

## Нагороди
- Музей каліфорнійського дизайну[d] (MOCAD), Лос-Анджелес, 2012[6]